# Saison 2016-2017 du Football Bourg-en-Bresse Péronnas 01
Maillots
Chronologie
Saison précédente Saison suivante
La saison 2016-2017 du Football Bourg-en-Bresse Péronnas 01 est la saison 2016-2017 du club de football Football Bourg-en-Bresse Péronnas 01 qui le voit évoluer pour la seconde fois de son histoire en Ligue 2 après s'être maintenu en terminant onzième de Ligue 2 2015-2016.
Pour son entraîneur, l'objectif de cette saison pour le club est de « faire mieux que l’an dernier ». Le but est donc pour le FBBP01 de se maintenir en Ligue 2 tout en terminant dans le premier tableau du championnat.

## Statistiques

### Statistiques individuelles
| Numéro | Nat. | Nom                   | Championnat | Championnat | Championnat | Championnat  | Coupe de France | Coupe de France | Coupe de France | Coupe de France | Coupe de la ligue | Coupe de la ligue | Coupe de la ligue | Coupe de la ligue | Total | Total       | Total  | Total        |
| Numéro | Nat. | Nom                   | M.j.        | But inscrit | Averti      | Carton rouge | M.j.            | But inscrit     | Averti          | Carton rouge    | M.j.              | But inscrit       | Averti            | Carton rouge      | M.j.  | But inscrit | Averti | Carton rouge |
| ------ | ---- | --------------------- | ----------- | ----------- | ----------- | ------------ | --------------- | --------------- | --------------- | --------------- | ----------------- | ----------------- | ----------------- | ----------------- | ----- | ----------- | ------ | ------------ |
| 1      |      | Mickaël Scanella      | 0           | 0           | 0           | 0            | 0               | 0               | 0               | 0               | 0                 | 0                 | 0                 | 0                 | 0     | 0           | 0      | 0            |
| 2      |      | Antoine Ponroy        | 29          | 1           | 4           | 0            | 1               | 0               | 0               | 0               | 1                 | 0                 | 0                 | 0                 | 30    | 1           | 4      | 0            |
| 3      |      | Florent Perradin      | 20          | 0           | 1           | 0            | 1               | 0               | 0               | 0               | 0                 | 0                 | 0                 | 0                 | 21    | 0           | 1      | 0            |
| 4      |      | Bruce Abdoulaye       | 22          | 0           | 6           | 0            | 0               | 0               | 0               | 0               | 1                 | 0                 | 0                 | 0                 | 23    | 0           | 6      | 0            |
| 5      |      | Kévin Hoggas          | 34          | 5           | 2           | 0            | 1               | 0               | 0               | 0               | 1                 | 0                 | 0                 | 0                 | 36    | 5           | 2      | 0            |
| 6      |      | Clevid Dikamona       | 24          | 1           | 2           | 0            | 1               | 0               | 0               | 0               | 1                 | 0                 | 0                 | 0                 | 26    | 1           | 2      | 0            |
| 7      |      | Romain Del Castillo   | 37          | 5           | 3           | 0            | 0               | 0               | 0               | 0               | 1                 | 0                 | 0                 | 0                 | 38    | 5           | 3      | 0            |
| 8      |      | Jason Berthomier      | 35          | 9           | 3           | 0            | 1               | 0               | 0               | 0               | 1                 | 1                 | 0                 | 0                 | 37    | 10          | 3      | 0            |
| 9      |      | William Louisy-Daniel | 0           | 0           | 0           | 0            | 0               | 0               | 0               | 0               | 0                 | 0                 | 0                 | 0                 | 0     | 0           | 0      | 0            |
| 10     |      | Lakdar Boussaha       | 24          | 10          | 2           | 1            | 0               | 0               | 0               | 0               | 1                 | 0                 | 0                 | 0                 | 25    | 10          | 2      | 1            |
| 11     |      | Vital N'Simba         | 32          | 0           | 4           | 0            | 0               | 0               | 0               | 0               | 1                 | 0                 | 1                 | 0                 | 33    | 0           | 5      | 0            |
| 12     |      | Thomas Gamiette       | 23          | 2           | 1           | 0            | 1               | 0               | 0               | 0               | 1                 | 0                 | 1                 | 0                 | 25    | 2           | 2      | 0            |
| 13     |      | Julien Bègue          | 28          | 5           | 4           | 0            | 1               | 0               | 0               | 0               | 1                 | 0                 | 0                 | 0                 | 30    | 5           | 4      | 0            |
| 15     |      | Jimmy Nirlo           | 35          | 0           | 5           | 1            | 0               | 0               | 0               | 0               | 1                 | 0                 | 0                 | 0                 | 36    | 0           | 5      | 1            |
| 16     |      | Sébastien Callamand   | 4           | 0           | 0           | 0            | 1               | 0               | 0               | 0               | 1                 | 0                 | 0                 | 0                 | 6     | 0           | 0      | 0            |
| 18     |      | Ezequiel Digbeu       | 16          | 0           | 5           | 0            | 1               | 0               | 1               | 1               | 0                 | 0                 | 0                 | 0                 | 17    | 0           | 6      | 1            |
| 19     |      | Patrice Dimitriou     | 4           | 0           | 0           | 0            | 0               | 0               | 0               | 0               | 0                 | 0                 | 0                 | 0                 | 4     | 0           | 0      | 0            |
| 21     |      | Quentin Martin        | 6           | 0           | 1           | 0            | 1               | 0               | 0               | 0               | 0                 | 0                 | 0                 | 0                 | 7     | 0           | 1      | 0            |
| 22     |      | Aurélien Faivre       | 22          | 0           | 4           | 0            | 0               | 0               | 0               | 0               | 1                 | 0                 | 0                 | 0                 | 23    | 0           | 4      | 0            |
| 25     |      | Guillaume Heinry      | 30          | 0           | 4           | 0            | 1               | 1               | 0               | 0               | 1                 | 1                 | 0                 | 0                 | 32    | 2           | 4      | 0            |
| 26     |      | Sébastien Chéré       | 15          | 0           | 0           | 0            | 1               | 0               | 0               | 0               | 0                 | 0                 | 0                 | 0                 | 16    | 0           | 0      | 0            |
| 27     |      | Loïc Damour           | 36          | 2           | 7           | 0            | 1               | 0               | 0               | 0               | 1                 | 0                 | 0                 | 0                 | 38    | 2           | 7      | 0            |
| 28     |      | Youssouf NDiaye       | 1           | 0           | 0           | 0            | 1               | 0               | 0               | 0               | 0                 | 0                 | 0                 | 0                 | 2     | 0           | 0      | 0            |
| 29     |      | Yanis Merdji          | 16          | 6           | 1           | 0            | 0               | 0               | 0               | 0               | 0                 | 0                 | 0                 | 0                 | 16    | 6           | 1      | 0            |
| 30     |      | Julien Fabri          | 35          | 0           | 1           | 0            | 0               | 0               | 0               | 0               | 0                 | 0                 | 0                 | 0                 | 35    | 0           | 1      | 0            |

### Bilan de la saison en ligue 2
- Premier but de la saison :  Julien Bègue   63e contre l'AJ Auxerre (2-4), le 12 août 2016[5].
- Dernier but de la saison :  Loïc Damour   75e contre le RC Strasbourg (2-1), le 19 mai 2017[6].
- Premier but contre son camp :  Florent Perradin   56e contre le RC Lens (1-1), le 9 septembre 2016[7].
- Premier penalty :  Kévin Hoggas   12e contre l'AC Ajaccio (3-1), le 19 août 2016[8].
- Premier doublé :  Lakdar Boussaha   76e   82e contre le Tours FC (0-2), le 20 septembre 2016[9].
- Premier carton rouge :  Lakdar Boussaha   73e contre l'US Orléans (0-0), le 4 novembre 2016[10].
- But le plus rapide d'une rencontre :  Lakdar Boussaha   1re contre l'Amiens SC (2-4), le 14 octobre 2016[11].
- But le plus tardif d'une rencontre :  Guillaume Heinry   90+3e contre le Gazélec Ajaccio (2-3), le 31 mars 2017[12].
- Plus jeune buteur de la saison :  Romain Del Castillo à l'âge de 20 ans, 4 mois et 28 jours contre les Chamois Niortais (2-2), le 26 août 2016[13].
- Plus vieux buteur de la saison :   Antoine Ponroy à l'âge de 30 ans, 7 mois et 10 jours contre le Red Star (4-1), le 25 novembre 2016[14].
- Plus grand nombre de buts dans une rencontre : 6 buts
  - 2-4 contre l'AJ Auxerre, le 12 août 2016[5].
  - 2-4 contre l'Amiens SC, le 14 octobre 2016[11].
  - 3-3 contre le Valenciennes FC, le 18 novembre 2016[15].
  - 2-4 contre le Stade lavallois, le 27 février 2017[16].
  - 2-4 contre l'ES Troyes AC, le 17 mars 2017[17].
- Plus large victoire à domicile : 3 buts d'écart.
  - 4-1 contre le Red Star, le 25 novembre 2016[18].
- Plus large victoire à l'extérieur : 2 buts d'écart.
  - 0-2 contre le Tours FC, le 20 septembre 2016[9].
  - 0-2 contre l'AJ Auxerre, le 20 janvier 2017[19].
- Plus grand nombre de buts en une mi-temps : 5 buts :
  - 2e mi-temps contre le Stade Lavallois, le 27 février 2017[16].
- Plus grand nombre de spectateurs à domicile : 3 433 (FBBP 0-0  RC Lens, 7 février 2017)[20]
- Plus petit nombre de spectateurs à domicile : 1 679 (FBBP 2-2 Chamois Niortais, 26 août 2016)[13]
- Plus grand nombre de spectateurs à l'extérieur : 27 503 (RC Strasbourg 2-1 FBBP, 19 mai 2017)[6]
- Plus petit nombre de spectateurs à l'extérieur :  2 715 (AC Ajaccio 3-1 FBBP, 19 août 2016)[21]
- Plus grande série de victoires consécutives : 3 victoires entre la 20e et la 22e journée
- Plus grande série de défaites consécutives : 4 défaites entre la 32e et la 35e journée
- Plus grande série de matchs sans défaite : 10 matchs entre la 13e et la 22e journée
- Plus grande série de matchs sans victoire : 6 matchs entre la 1re et la 6e journée
- Plus grande série de matchs avec au moins un but marqué : 6 matchs entre la 3e et la 8e journée
- Plus grande série de matchs sans but marqué : 2 matchs :
  - 1re et la 2e journée ;
  - 9e et la 10e journée ;
  - 24e et la 25e journée.
- Plus grand nombre de victoires à l'extérieur sur une saison : 1 match
- Plus grande série de matchs sans victoire à domicile : 3 matchs entre la 1re et la 5e journée

## Transferts

### Prolongations de contrat
Le 20 mai 2016, le club annonce la prolongation de quatre joueurs : Boussaha, Damour, Faivre et Perradin.

### Mouvements
| Nom                    | Nationalité | Transfert                     | Provenance/Destination   | Division   | Mercato          |
| Arrivées               |             |                               |                          |            |                  |
| Sébastien Chéré        | France      | Transfert (Milieu offensif)   | SR Colmar                | CFA        | Mercato estival  |
| Guillaume Heinry       | France      | Transfert (Attaquant)         | FC Chambly Thelle        | National   | Mercato estival  |
| Romain Del Castillo    | France      | Prêt (Milieu offensif)        | Olympique lyonnais       | Ligue 1    | Mercato estival  |
| Ange Digbeu            | France      | Transfert (Défenseur)         | ÉFC Fréjus Saint-Raphaël | CFA        | Mercato estival  |
| Antoine Ponroy         | France      | Transfert (Défenseur)         | US Orléans               | Ligue 2    | Mercato estival  |
| Quentin Martin         | France      | Transfert (Défenseur)         | AS Béziers               | National   | Mercato estival  |
| Bruce Abdoulaye        | Congo       | Transfert (Défenseur)         | Grenoble Foot 38         | CFA        | Mercato estival  |
| Wilfried Louisy-Daniel | France      | Transfert (Attaquant)         | FC Chambly Thelle        | National   | Mercato estival  |
| Clevid Dikamona        | Congo       | Transfert (Défenseur)         | Dagenham & Redbridge     | League Two | Mercato estival  |
| Thomas Gamiette        | France      | Transfert (Milieu défensif)   | Paris FC                 | National   | Mercato estival  |
| Kévin Hoggas           | France      | Transfert (Milieu offensif)   | Évian TG                 | National   | Mercato estival  |
| Yanis Merdji           | France      | Transfert (Attaquant)         | Limonest FC              | CFA2       | Mercato Hivernal |
| Départs                |             |                               |                          |            |                  |
| Pape Sané              | Sénégal     | Transfert (Attaquant)         | SM Caen                  | Ligue 1    | Mercato estival  |
| Alliou Dembélé         | France      | Transfert (Milieu de terrain) | Chamois niortais         | Ligue 2    | Mercato estival  |
| Mickaël Alphonse       | France      | Transfert (Défenseur)         | FC Sochaux-Montbéliard   | Ligue 2    | Mercato estival  |
| Florent Ogier          | France      | Transfert (Défenseur)         | FC Sochaux-Montbéliard   | Ligue 2    | Mercato estival  |
| Yannick Goyon          | France      | Fin de carrière (Défenseur)   | -                        | -          | Mercato estival  |
| Baba Traoré            | France      | Transfert (Défenseur)         | AJ Auxerre               | Ligue 2    | Mercato estival  |
| Quentin Lacour         | France      | Transfert (Défenseur)         | CA Bastia                | National   | Mercato estival  |
| Moulaye-Idrissa Ba     | France      | Transfert (Attaquant)         | Les Herbiers VF          | National   | Mercato estival  |
| Rafik Boujedra         | France      | Transfert (Attaquant)         | GFC Ajaccio              | Ligue 2    | Mercato estival  |
| Mehdi Kadi             | Algérie     | Transfert (Attaquant)         | Jura Sud Foot            | CFA        | Mercato estival  |
| Mohamed Fadhloun       | France      | Transfert (Milieu de terrain) | US Concarneau            | National   | Mercato estival  |
| Maxime Moisy           | France      | Transfert (Attaquant)         | Jura Sud Foot            | CFA        | Mercato estival  |

## Compétitions
| \| Bourg-en-Bresse Stade de Reims ES Troyes AC Tours FC Stade brestois AJ Auxerre Clermont Foot 63 RC Lens Red Star Nîmes Olympique Valenciennes FC AC Ajaccio Gazélec Ajaccio Chamois niortais Stade lavallois Le Havre AC FC Sochaux RC Strasbourg US Orléans Amiens SC \| Localisation des adversaires du FBBP. |
| Bourg-en-Bresse Stade de Reims ES Troyes AC Tours FC Stade brestois AJ Auxerre Clermont Foot 63 RC Lens Red Star Nîmes Olympique Valenciennes FC AC Ajaccio Gazélec Ajaccio Chamois niortais Stade lavallois Le Havre AC FC Sochaux RC Strasbourg US Orléans Amiens SC                                             |

### Championnat

#### Classement
| Rang | Équipe                 | Pts | J  | G  | N  | P  | Bp | Bc | Diff |
| ---- | ---------------------- | --- | -- | -- | -- | -- | -- | -- | ---- |
| 13   | FC Sochaux-Montbéliard | 46  | 38 | 11 | 13 | 14 | 38 | 43 | −5   |
| 14   | Valenciennes FC        | 45  | 38 | 10 | 15 | 13 | 44 | 44 | 0    |
| 15   | Bourg-en-Bresse 01     | 44  | 38 | 11 | 11 | 16 | 49 | 58 | −9   |
| 16   | Tours FC               | 43  | 38 | 10 | 13 | 15 | 55 | 60 | −5   |
| 17   | AJ Auxerre             | 43  | 38 | 11 | 10 | 17 | 28 | 40 | −12  |

### Coupe de la Ligue
Le club participe pour la seconde fois de son histoire à la Coupe de la Ligue.

### Équipe réserve
L'équipe réserve évolue en Division d'Honneur, sixième division nationale et est la division inférieure à la CFA 2, niveau auquel évoluait l'équipe première en 2009.

## Affluences
Affluence du FBBP 01 à domicile, lors de la saison 2016-2017